# AB Aurigae
AB Aurigae är en ensam stjärna i södra delen av stjärnbilden Kusken. Den har en skenbar magnitud av ca 7,05 och kräver åtminstone en stark handkikare för att kunna observeras. Baserat på parallax enligt Gaia Data Release 2 på ca 6,1 mas, beräknas den befinna sig på ett avstånd på ca 531 ljusår (ca 163 parsek) från solen. Den rör sig bort från solen med en heliocentrisk radialhastighet på ca 9 km/s. Stjärnan ingår i föreningen Taurus-Aurigae i belägen i Oxens molekylära moln. Stjärnan själv kan nyligen ha stött på ett tätt moln, som störde dess stoftskiva och producerade ytterligare en reflektionsnebulosa.

## Egenskaper

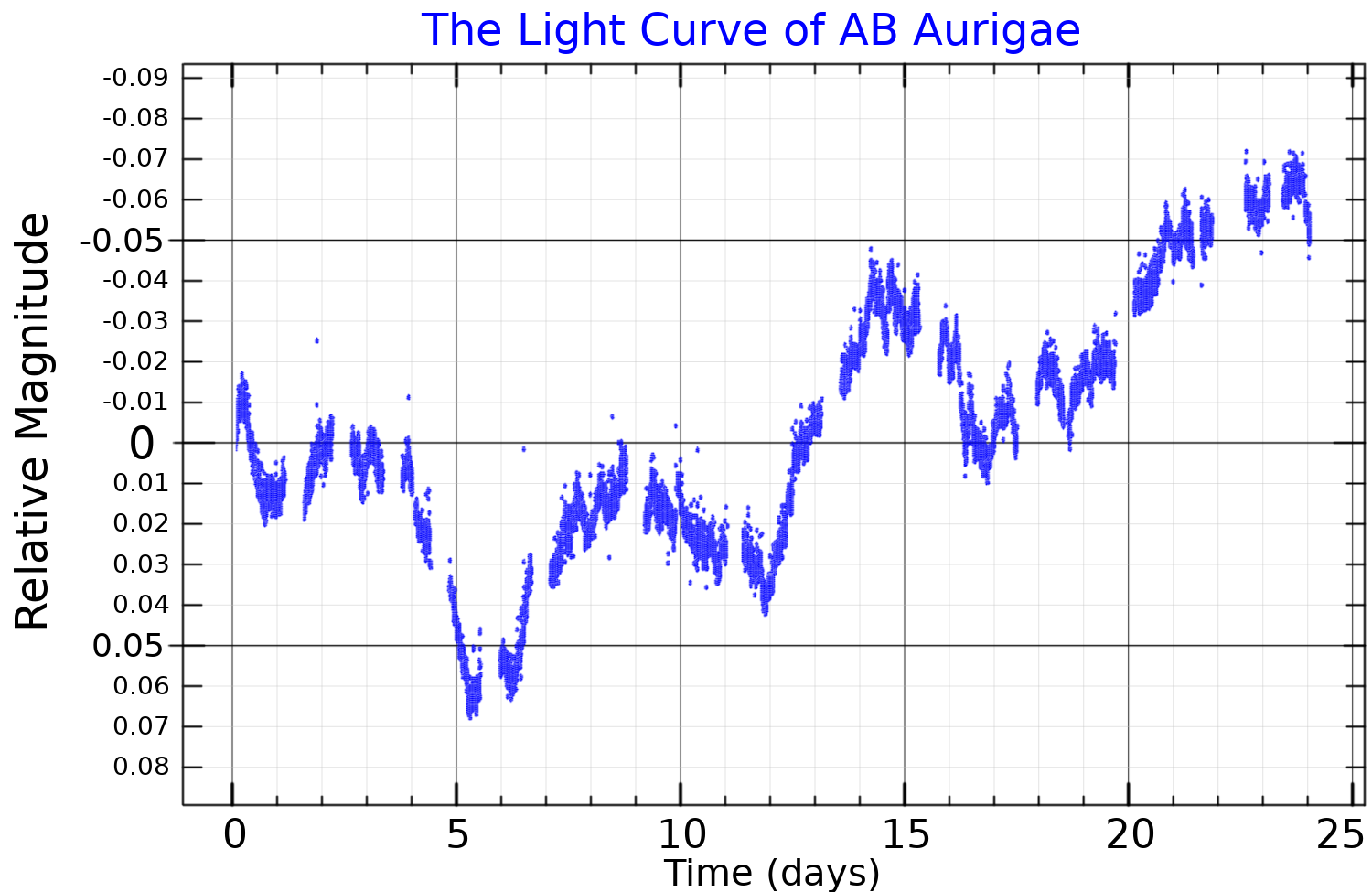
Ljuskurva för AB Aurigae, plottad från MOST satellitdata, enligt Cody et al. (2013).

AB Aurigae är en vit till blå stjärna i huvudserien av spektralklass A0 Ve. Den har en massa som är ca 2,4 solmassor, en radie som är ca 2,5 solradier och har ca 38 gånger solens utstrålning av energi från dess fotosfär vid en effektiv temperatur av ca 9 800 K. Radiostrålning från stjärnan tyder på närvaro av en termisk jetstråle som utgår från stjärnan med en hastighet på 300 km/s. Detta orsakar en uppskattad massförlust på 1,7 × 10-8 solmassa per år.

## Planetsystem
År 2017 använde forskare Atacama Large Millimeter Array (ALMA) för att ta en bild av den protoplanetära skivan runt AB Aurigae. Bilden visade en stoftskiva som har en radie på cirka 120 astronomiska enheter (AE) och ett distinkt "gap". Inne i detta gap detekteras gasformiga spiralarmar i CO.

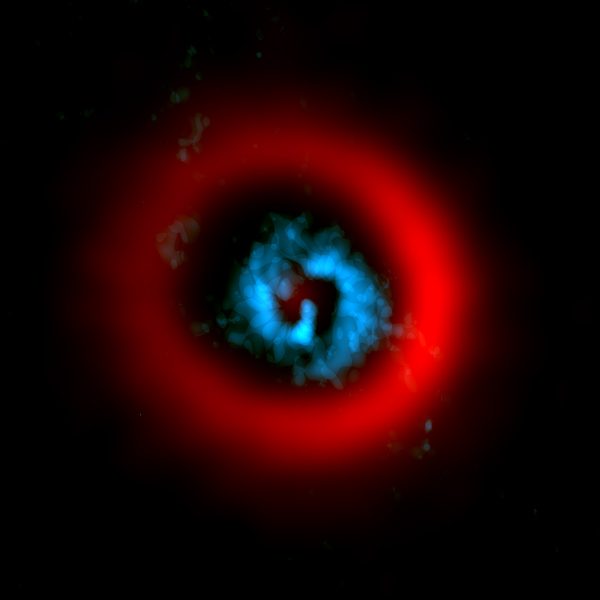
ALMA-bild av stoftringen (röd) och gasformiga spiraler (blå) i skivan kring AB Aurigae visar gasformiga spiralarmar inuti ett brett stoftgap, vilket ger en antydan om planetbildning. Foto: ALMA (ESO/NAOJ/NRAO)/Tang et al.

Oppenheimer at al. (2008) observerade en ringform i AB Aurigaes stoftskiva mellan 43 och 302 AE från stjärnan, ett område som aldrig tidigare observerats. Ett azimutgap i en ring av stoft med en radie av 102 AE skulle tyda på bildande av minst en liten kropp på ett omloppsavstånd av nästan 100 AE. Ett sådant objekt kan visa sig vara antingen en massiv planetarisk följeslagare eller mer sannolikt en brun dvärgföljeslagare, i båda fallen belägen på nästan 100 AE från den ljusa stjärnan. Än så länge (2022) är objektet obekräftat.
Observationer med ALMA fann två gasformiga spiralarmar inuti skivan. Dessa förklaras bäst av en osynlig exoplanet i en bana med en halv storaxel på cirka 60–80 AE. Ytterligare en planet med en halv storaxel på 30 AE och med en stor stigningsvinkel jämfört med skivan (troligen högre lutning) skulle kunna förklara tomheten i den inre stoftskivan. Den yttre planeten var fortfarande 2022 inte upptäckt, vilket satte en övre gräns för massan vid 3–4 jupitermassor, vilket inte stämmer överens med de spiralstrukturer som observerats i skivan. Den planetliknande klumpen observerades i april 2022 med en projicerad separation av 93 AE från stjärna och kan antingen vara en ackretionsskiva runt den nybildade planeten eller det instabila skivområdet som för närvarande förvandlas till planeten. Planetobservationen bekräftades i juli 2022.
| Planet | Massa     | Halv storaxel (AE) | Siderisk omloppstid (d) | Excentricitet | Inklination  | Radie   |
| ------ | --------- | ------------------ | ----------------------- | ------------- | ------------ | ------- |
| b      | 9 - 12 MJ | 93                 | ?                       | 0,19 – 0,60   | 27,1 – 58,2° | 2,75 RJ |